# Swissquote
Swissquote Group Holding Ltd Ltd es un grupo bancario suizo que se especializa en ofrecer servicios financieros en las áreas de trading, soluciones de inversión y servicios bancarios. Swissquote también ofrece servicios para gestores de activos independientes e instituciones financieras. Su sede central se encuentra en Gland, Suiza. La empresa también tiene oficinas en Zúrich, Londres, Luxemburgo, Malta, Bucarest, Chipre, Dubai, Singapur, Hong Kong y Ciudad del Cabo, contando con 1.217 empleados en 2024. Las acciones del Grupo cotizan en el SIX Swiss Exchange con el símbolo "SQN" desde el 29 de mayo de 2000. Swissquote Bank Ltd posee una licencia bancaria expedida por su autoridad supervisora, la Autoridad Suiza de Supervisión del Mercado Financiero (FINMA), y es miembro de la Asociación Suiza de Banqueros (SBA).

## Historia

### Fundación de Marvel Communication SA (1990)
En 1990, Marc Bürki y Paolo Buzzi fundaron Marvel Communication SA, una empresa especializada en el desarrollo de software y aplicaciones web para el sector financiero.

### Swissquote: la plataforma financiera gratuita (1996)
Marvel Communication SA lanzó la plataforma financiera Swissquote, que en 1996 se convirtió en la primera plataforma en ofrecer acceso gratuito a todos los valores negociados en la bolsa suiza.

### Cotización en bolsa de Swissquote (2000)
El 29 de mayo de 2000, Swissquote salió a bolsa, cotizando 410.000 acciones nominativas por un valor total de 100 millones de CHF en el SIX Swiss Exchange bajo el símbolo SQN. En el mismo año, la empresa obtuvo su licencia bancaria.

### Expansión a los mercados internacionales (2001-2002)
En 2001, Swissquote obtuvo acceso a la bolsa suiza (anteriormente SWX y Virt-X) y a las bolsas estadounidenses NYSE, NASDAQ y AMEX. En 2002, tras la adquisición de Consors (Suiza) AG y los clientes de Skandia Bank Switzerland, Swissquote amplió su oferta para incluir nuevos mercados, productos financieros y servicios.

### Asociaciones y etapas de desarrollo (2009–2016)
En 2009, Swissquote creó una cátedra de finanzas cuantitativas en la Escuela Politécnica Federal de Lausana (EPFL) y lanzó los primeros fondos cuantitativos de la empresa. En 2010, Swissquote realizó dos importantes adquisiciones. En junio, adquirió Tradejet AG, una plataforma de información y bróker en línea con sede en Zurich. Más tarde, en octubre, adquirió ACM Advanced Currency Markets AG, ampliando sus operaciones para incluir el trading de Forex en línea. En mayo de 2012, Swissquote amplió su oferta con el Swiss Derivatives OTC Trading System (Swiss DOTS) en colaboración con Goldman Sachs y UBS. Unos años después, se unieron otros socios, como Vontobel, BNP Paribas y Société Générale.
En febrero de 2013, Swissquote se asoció con Basellandschaftliche Kantonalbank para ofrecer servicios hipotecarios. En septiembre del mismo año, Swissquote se expandió en el mercado internacional con la adquisición de MIG Bank, un importante bróker de Forex. En 2014, Swissquote y PostFinance establecieron una asociación estratégica a largo plazo en el trading en línea. A partir del otoño de 2015, Swissquote operó como plataforma de trading para PostFinance, gestionando las órdenes de bolsa realizadas por los clientes de PostFinance en e-trading.
En enero de 2015, tras la decisión del Banco Nacional Suizo de suspender el tipo de cambio mínimo de 1,20 CHF por euro, Swissquote creó una reserva de 25 millones de CHF sin comprometer la rentabilidad ni la solidez del banco. El 9 de febrero de 2015, Swissquote Financial Services entregó su Licencia de Servicios de Inversión de Categoría 3 a la Autoridad de Servicios Financieros de Malta.
En septiembre de 2015, la empresa lanzó Themes Trading, un nuevo servicio de inversión temática que proporciona a los clientes información para invertir en tendencias identificadas. Ese año, Swissquote lanzó una aplicación para Apple TV que ofrece cobertura de noticias financieras las 24 horas del día. Además, inspirados por Pokémon GO, los ingenieros de la empresa también desarrollaron Swissquote GO, un juego financiero geolocalizado en Suiza.

### Progresión hacia las criptomonedas (2017)
En 2017, Swissquote ofreció trading en cinco criptomonedas (Bitcoin, Bitcoin Cash, Ether, Litecoin y Ripple).

### Expansión y nuevos servicios bancarios (2018-2019)
En agosto de 2018, Swissquote adquirió Internaxx Bank SA de Luxemburgo, con unos 12.000 clientes y activos de clientes por valor de 2.000 millones de euros, obteniendo acceso al mercado europeo. Tras la aprobación regulatoria por parte del Banco Central Europeo y la CSSF de Luxemburgo, la empresa pasó a llamarse Swissquote Bank Europe SA y se convirtió en una entidad perteneciente en su totalidad al Grupo Swissquote. La adquisición coincidió con cambios regulatorios por parte de la Autoridad Europea de Valores y Mercados, que limitó el apalancamiento de los brókeres minoristas y prohibió la comercialización, distribución y venta de opciones binarias, lo que benefició indirectamente al modelo de negocio de Swissquote.
Ese mismo año, Swissquote lanzó su tarjeta de crédito multidivisa, con la que se podía pagar en 12 divisas diferentes sin comisiones de conversión.
Swissquote mantiene asociaciones con importantes instituciones financieras como Banque Pictet, UBS, BlackRock, Vontobel, HSBC, Zürcher Kantonalbank y otras, lo que permite a sus clientes invertir en fondos de inversión.
Desde octubre de 2018, Swissquote ofrece la posibilidad de comprar tokens con francos suizos a través de su cuenta y mantenerlos en custodia mediante la participación en ofertas iniciales de monedas (ICO).
En 2019, la empresa se expandió en la región Asia-Pacífico con la apertura de Swissquote Singapore Pte.
En noviembre de 2019, Swissquote informó a la oficina de blanqueo de capitales sobre fondos sospechosos por valor de 100 millones de dólares procedentes de Blue Ocean Bank y Helin Group. Tras ello, las autoridades suizas iniciaron una investigación y Swissquote bloqueó los fondos.

### Lanzamiento de Yuh con PostFinance (2021)
El 7 de abril de 2021, se fundó Yuh Ltd. como empresa conjunta entre Swissquote Bank AG y PostFinance AG en Suiza. La aplicación Yuh se lanzó para proporcionar a los usuarios herramientas para pagar, ahorrar e invertir, ofreciendo opciones como acciones, criptomonedas, inversiones temáticas y fondos cotizados (ETF), centrándose en la accesibilidad para principiantes.

### Desarrollos recientes y asociaciones estratégicas (2021-actualidad)
Desde el 1 de enero de 2022, LUKB (Luzerner Kantonalbank) se ha convertido en el socio de distribución exclusivo de Swissquote para hipotecas.
En octubre de 2022, Swissquote lanzó una bolsa de criptomonedas, SQX, y obtuvo acceso al Mercado Financiero de Dubái. Los días 11 y 12 de noviembre, la plataforma sufrió un ataque DDoS masivo y estuvo fuera de servicio durante un tiempo considerable.
Desde 2023, Swissquote apoyó el proyecto sudafricano Santé Solaire como parte de su compromiso con proyectos de desarrollo sostenible.
En marzo de 2023, como parte de su oferta de negociación temática, Swissquote introdujo el portafolio Impact Investing. Este portafolio permite a los clientes invertir en acciones de calidad mientras dirigen el 50% de los dividendos a proyectos del mundo real, como la iniciativa de Solafrica para llevar energía solar a un centro de salud en Burkina Faso.
En mayo de 2023, Swissquote se asoció con la empresa de inversión Stableton y Morningstar Indexes para lanzar un certificado de gestión activa (AMC) dirigido a inversores minoristas suizos. El AMC ofrece exposición a 20 empresas unicornio seleccionadas e identificadas por Morningstar. Ese mismo año, Swissquote introdujo una nueva solución de inversión y ahorro para la gestión de activos.
En noviembre de 2023, Swissquote introdujo el Swiss Real Estate Certificate, gestionado por Finstoy, una empresa de gestión de patrimonios con sede en Lausana que cuenta con más de una década de experiencia. Este certificado permite a los inversores acceder al mercado inmobiliario suizo invirtiendo en un portafolio de fondos inmobiliarios que poseen propiedades exclusivamente en Suiza.
En octubre de 2024, Swissquote introdujo el trading fraccionado de acciones para inversores minoristas y amplió su colaboración con el negocio de Securities Services de BNP Paribas.

## Operaciones
Swissquote ofrece una amplia gama de servicios financieros, incluyendo el trading en valores, Forex y CFDs, y criptomonedas, con el objetivo de atender a inversores minoristas, instituciones y clientes corporativos. La empresa también ofrece diversas soluciones de inversión y ahorro, así como servicios bancarios como tarjetas de débito multidivisa e hipotecas.
Swissquote Group cuenta con diez entidades autorizadas en distintas jurisdicciones. Entre las principales entidades figuran Swissquote Bank Ltd en Suiza, Swissquote MEA Ltd en Dubai, Swissquote Bank Europe Ltd en Luxemburgo y Swissquote Capital Markets Ltd en Chipre. Existen otras operaciones que se realizan en el Reino Unido, Malta, Singapur, Hong Kong, Rumanía y Sudáfrica.
A 31 de diciembre de 2024, Swissquote gestionaba más de 76.000 millones de CHF en activos de clientes a través de más de 650.000 cuentas privadas e institucionales. La empresa declaró unos ingresos de explotación de 664,3 millones de francos suizos, lo que representa un aumento del 25,1 % en comparación con el año anterior. El beneficio de explotación creció un 35,3 % interanual hasta los 345,6 millones de CHF, mientras que el beneficio neto alcanzó la cifra récord de 294,2 millones de CHF. En particular, los ingresos netos procedentes de criptoactivos aumentaron un 353,2 % hasta los 85,5 millones de CHF, lo que representa aproximadamente el 13 % de los ingresos operativos totales de Swissquote durante este periodo.

## Productos
Swissquote ofrece productos y servicios financieros a particulares, empresas e instituciones financieras.

### Clientes minoristas
Swissquote ofrece una gama de servicios para particulares, incluyendo el trading, con acceso a acciones, ETFs, bonos, opciones, futuros, productos estructurados y características exclusivas como Swiss DOTS y Themes Trading.
- Sus servicios de criptomonedas ofrecen trading, custodia, soluciones de cartera y staking para activos digitales.[60]
- El trading de Forex y CFD está respaldado por la plataforma CFXD propietaria de Swissquote y MetaTrader 4 y 5, con Autochartist para señales de trading.[61]
- Las opciones bancarias y de ahorro incluyen "Invest Easy" para la gestión de portafolios,[62] "3a Easy" para ahorros de jubilación, cuentas corrientes,[63] tarjetas de débito e hipotecas en asociación con Luzerner Kantonalbank.
- La aplicación Yuh, desarrollada con PostFinance, ofrece herramientas de pago, ahorro e inversión.[64][65]

### Clientes institucionales
Swissquote ofrece una gama de servicios para empresas e instituciones financieras.
- Su oferta de Trading y Brokerage incluye corretaje multiactivo, custodia global, productos estructurados, préstamos Lombard, préstamo de valores y gestión de depósitos.
- Los servicios de Divisas y Tesorería cubren el trading de forex spot (al contado), swaps, contratos a plazo, trading apalancado, metales preciosos e inversiones fiduciarias.[66]
- Los servicios de Activos Digitales de Swissquote incluyen el trading de criptomonedas, la custodia, el staking, los préstamos y la operación de su bolsa de criptomonedas propietaria SQX.[60][67]
- La empresa también ofrece Soluciones Tecnológicas, como centros de trading de FX y APIs para una integración perfecta con plataformas de trading.[68]

## Patrocinio
Desde enero de 2015 hasta mayo de 2021, Swissquote fue el socio oficial del Manchester United. Esta asociación global tenía como objetivo hacer accesibles los servicios del grupo bancario a un público más amplio, ya que el club cuenta con más de 650 millones de aficionados en todo el mundo.
En 2020, la empresa se convirtió en patrocinador oficial del club suizo de hockey sobre hielo Genève-Servette HC (GSHC). En 2021, se convirtió en patrocinador oficial del ZSC Lions.
Desde 2021, Swissquote es socio de la UEFA Europa League y de la UEFA Europa Conference League.
En diciembre de 2024, Swissquote, junto con su empresa conjunta Yuh, fue nombrado Socio Nacional Oficial de la Eurocopa Femenina de la UEFA 2025, que se celebrará en Suiza.